# المشتاین
المشتاین (به آلمانی: Elmstein) یک شهر در آلمان است که در باد دورکهایم واقع شده‌است. المشتاین ۲٬۷۳۰ نفر جمعیت دارد.